# Musselburgh
Musselburgh (gaélico: Baile nam Feusgan) é uma cidade localizada em East Lothian, Escócia, a leste de Edimburgo.
Segundo o censo de 2001, a cidade tem 23.991 habitantes.